# Barberino Val d'Elsa
Barberino Val d'Elsa é uma comuna italiana da região da Toscana, província de Florença, com cerca de 3.864 habitantes. Estende-se por uma área de 65 km², tendo uma densidade populacional de 59 hab/km². Faz fronteira com Castellina in Chianti (SI), Certaldo, Montespertoli, Poggibonsi (SI), San Gimignano (SI), Tavarnelle Val di Pesa.

## Demografia
| Variação demográfica do município entre 1861 e 2011                               |
|                                                                                   |
| Fonte: Istituto Nazionale di Statistica (ISTAT) - Elaboração gráfica da Wikipedia |